# Usgentia
Usgentia is een geslacht van vlinders van de familie grasmotten (Crambidae), uit de onderfamilie Odontiinae.

## Soorten
- U. quadridentale Zerny, 1914
- U. vespertalis (Herrich-Schäffer, 1851)